# かっこう花
かっこう花（かっこうばな）は、カッコウという鳥が鳴く頃、すなわち初夏に花を咲かせることから名づけられた植物である。どの種をかっこう花とするかは土地により異なり、咲く時期のほか共通点を持たない。また、標準和名でカッコウバナという名を与えられた植物はない。

## かっこう花と呼ばれる植物
- アツモリソウ
- アヤメ
- オダマキ
- カキツバタ
- キショウブ
- クマガイソウ
- ノカンゾウ
- ヒメシャガ
- ホタルブクロ
- ホトトギス (植物)
- ヤブカンゾウ
- レンゲツツジ